# Pieśni z drugiego piętra
Pieśni z drugiego piętra (szwedzki. Sånger från andra våningen) – szwedzka czarna komedia z 2000 roku w reżyserii Roya Anderssona. 
Film przedstawia serię niepowiązanych za sobą historii, które opowiadają o różnych aspektach współczesnego życia. Powtarzającym się motywem są cytaty z dzieł peruwiańskiego poety Césara Vallejo. Premiera filmu odbyła się w maju 2000 w konkursie głównym na 53. MFF w Cannes, gdzie obraz zdobył Nagrodę Jury.

## Obsada
- Lars Nordh jako Kalle
- Stefan Larsson jako Stefan
- Bengt C. W. Carlsson jako Lennart
- Torbjörn Fahlström jako Pelle Wigert
- Sten Andersson jako Lasse
- Rolando Núñez jako cudzoziemiec
- Lucio Vucina jako magik
- Per Jörnelius jako przepiłowany mężczyzna
- Peter Roth jako Tomas
- Klas-Gösta Olsson jako pisarz przemówień
- Nils-Åke Eriksson jako pacjent
- Hanna Eriksson jako Mia
- Tommy Johansson jako Uffe
- Sture Olsson jako Sven
- Fredrik Sjögren jako rosyjski chłopak

## Fabuła
Historia składa się z kilku niepowiązanych ze sobą opowieści. W pierwszej z nich, w wagonie metra stoi pobrudzony sadzą mężczyzna, trzymający w ręku plastikową teczkę z resztkami dokumentów. W drugiej, na korytarzu pewien człowiek trzyma się rozpaczliwie nóg szefa, który właśnie go zwolnił i krzyczy, że pracował tu przez trzydzieści lat. W trzeciej, ktoś w kawiarni czeka na swojego ojca, który właśnie spalił swoje firmowe meble, żeby otrzymać odszkodowanie. W czwartej pewien makler utyka w ulicznym korku, podczas gdy zdesperowany ekonomista wpatruje się w kryształową kulę. W każdej z tych historii wszyscy i wszystko dokądś zmierza, ale ich cel i znaczenie znikają po drodze.

## Nagrody i nominacje
Nagrody:
- Bodil Awards
  - Najlepszy nie amerykański film (Bedste ikke amerikanske film) Roy Andersson (reżyser)

- 53. MFF w Cannes
  - Nagroda Jury (Roy Andersson)

- Międzynarodowy Festiwal Filmowy Braci Manaki
  - Nagroda publiczności (István Borbás)

- Norweski Międzynarodowy Festiwal Filmowy
  - Nagroda norweskich krytyków filmowych (Roy Andersson)

- Guldbagge Award
  - Najlepszy film (Bästa film) Lisa Alwert
  - Najlepszy reżyser (Bästa regi) Roy Andersson
  - Najlepszy scenariusz (Bästa manuskript) Roy Andersson
  - Najlepsze zdjęcia (Bästa foto) István Borbás i Jesper Klevenas
  - Osiągnięcie życia (Bästa prestation) Jan Alvemark

Nominacje:
- 53. MFF w Cannes
  - Złota Palma

- British Independent Film Awards
  - Najlepszy niezależny film zagraniczny

- Chlotrudis Awards
  - Najlepsze zdjęcia (István Borbás, Jesper Klevenas i Robert Komarek)